# Nya Dagbladet
Nya Dagbladet ist eine schwedische webbasierte Tageszeitung, die 2012 gegründet wurde. Die Zeitung gilt als nationalistisch und wissenschaftsskeptisch und hat eine historische Verbindung zu den Nationaldemokraten. Sie bezeichnet sich selbst als humanistisch und ethnopluralistisch mit einer antiglobalistischen Haltung.

## Produktion
Chefredakteur und verantwortlicher Herausgeber ist Markus Andersson. Nachrichtendirektor ist Isac Boman. Unter wiederkehrenden Kolumnisten sind Karl-Olov Arnstberg, Lars Bern, Dan Ahlmark und Jan Westh. Ehemaliger Mitarbeiter ist Alexander Almqvist-Paajanen. Die Redaktion betreibt auch ein Podcast-Radio namens NyD-podden.

## Inhalt
Die Zeitung schreibt immer wieder über Alternativmedizin zur Behandlung von Krebs und verbreitet Impfresistenzen und Verschwörungstheorien, Informationen über die Risiken der Handystrahlung sowie Klimaskepsis und Kritik an der Umweltpolitik. Weitere wiederkehrende Themen sind der Syrien-Konflikt, Migrationsfragen, Fragen der Meinungsfreiheit, Kritik an der EU, Israel, Überwachung, Globalismus und die Bonnier-Gruppe.
Einer der Gründer der Zeitung hatte zuvor eine Position im Vorstand der inzwischen aufgelösten Nationaldemokraten inne. 

## Kritik
Nya Dagbladet wurde in einer Umfrage im März 2017 von den DN-Journalisten Josefin Sköld und Mattias Carlssons als eine der „populistischen und rechtsextremen Seiten“ genannt. Nya Dagbladet wurde dort kritisiert, weil sie Werbeflächen an einen deutschen Autoteilehersteller vergeben hatte, der auch auf anderen verlinkenden Seiten warb, und wies auf die Wurzeln der werbenden Unternehmen in der Ukraine und in Russland hin.  Der Chefredakteur von Nya Dagbladet antwortete, dass keine Fehler gemacht worden seien.
Die Metro-Zeitung Helsogranskaren warf Nya Dagbladet im Mai 2017 vor, über eine amerikanische Studie berichtet zu haben, die zeige, dass ungeimpfte Kinder gesünder seien als geimpfte, und argumentierte, die Studie sei nicht repräsentativ genug, da sie auf Selbststudium basiere. Die im Open Access veröffentlichte Studie wurde später zurückgezogen. Nya Dagbladet antwortete, dass die Studie immer noch journalistischen Wert habe.
Im Jahre 2021 beantragte Nya Dagbladet redaktionelle Unterstützung bei der Behörde für Presse, Radio und Fernsehen (MPRT), wurde aber abgelehnt. Nya Dagbladet kritisierte die Entscheidung des MPRT in mehreren Artikeln und behauptete, die Ablehnung sei politisch motiviert. In einer koordinierten Kampagne zusammen mit anderen alternativen Medien veröffentlichte die Zeitung außerdem die Namen und Bilder einzelner Mitarbeiter der Behörde sowie Informationen zu deren sexueller Orientierung, Schulnoten und früheren politischen Äußerungen.